# Dario Venitucci
Dario Venitucci (* 30. Januar 1987 in Turin, Italien) ist ein italienischer Fußballspieler.
Er ist Mittelfeldspieler, gilt als äußerst talentiert und steht beim italienischen Rekordmeister Juventus Turin unter Vertrag. Zurzeit ist er an die AC Mantova ausgeliehen.

## Karriere
Dario Venitucci entstammt der Jugendabteilung von Juventus Turin, die er bis zur Primavera durchlief.
Sein Debüt in der Profimannschaft feierte er am 25. November 2006 beim Heimspiel gegen die US Lecce. Beim Rückrundenspiel in Lecce stand er dann zum ersten Mal von Beginn an für Juve auf dem Feld.
Zur Saison 2007/08 wechselte er leihweise zum Serie-B-Klub FBC Treviso, in der Hinrunde der Saison 2008/09 war er an die AC Mantova ausgeliehen, die Rückserie bestreitet er leihweise bei der US Avellino.

## Erfolge
- Italienische Serie-B-Meisterschaft: 2006/07